# 11148 Einhardress
11148 Einhardress este un asteroid din centura principală de asteroizi.

## Descriere
11148 Einhardress este un asteroid din centura principală de asteroizi. A fost descoperit pe 7 decembrie 1997 la Caussols, în cadrul proiectului ODAS. Asteroidul prezintă o orbită caracterizată de o semiaxă mare de 2,45 ua, o excentricitate de 0,12 și o înclinație de 3,9° în raport cu ecliptica.